# 生田邦夫
生田 邦夫（いくた くにお、1948年〈昭和23年〉2月27日 - 2024年〈令和6年〉11月25日）は、日本の政治家、医師。滋賀県湖南市長（1期）、滋賀県議会議員（4期）、甲西町議会議員（1期)、 生田病院理事長を務めた。

## 来歴
三重県伊賀市出身。三重県立上野高等学校を経て、1974年（昭和49年）3月、大阪医科大学医学部卒業。2000年（平成12年）、甲西町議会議員に初当選。
2007年（平成19年）4月、滋賀県議会議員選挙に自由民主党公認で立候補し初当選した。
2012年（平成24年）10月14日に行われた湖南市長選挙に立候補するも、現職の谷畑英吾に破れた。
2012年湖南市長選挙
※当日有権者数：41,813人 最終投票率：49.98%（前回比：-pts）
| 候補者名 | 年齢 | 所属党派 | 新旧別 | 得票数   | 得票率 | 推薦・支持 |
| -------- | ---- | -------- | ------ | -------- | ------ | ---------- |
| 谷畑英吾 | 46   | 無所属   | 現     | 10,769票 | 52.1%  | -          |
| 生田邦夫 | 64   | 無所属   | 新     | 9,894票  | 47.9%  | -          |

2014年（平成26年）7月4日告示、7月13日執行の県議選補選に立候補し、無投票により3期目の当選を果たす。
2018年（平成30年）から副議長、2019年（令和元年）から議長を歴任。
2020年（令和2年）9月15日、任期満了に伴う湖南市長選挙へ立候補するため県議を辞職。
同年10月11日告示、10月18日執行の市長選に、新庁舎整備計画の見直し、中学生以下の医療費無償化などを公約に掲げ立候補。無投票により初当選した。
2024年1月29日、未明に、自身が理事長を務める病院内で転倒し、腰椎を圧迫骨折した。
同年10月9日、同月27日に投開票される市長選挙に不出馬を発表した。健康問題のため、市長を1期4年で退任することになった。
同年11月25日17時36分、呼吸不全のため湖南市内の病院で死去した。76歳没。死没日付をもって従五位に叙され、旭日小綬章を追贈された。

## 人物
- 市長の傍ら、生田病院を経営する医療法人社団美松会の理事長を務めた[4]。
- 市長選に際し自由民主党を一旦離党したが2021年1月に復党していた[11]。
- 2020年12月22日午前、生田が理事長を務める医療法人傘下の病院から市役所に向かう途中、運転する乗用車が、市内に住む女子中学生の自転車を撥ね、右脚に軽い怪我を負わせた[12]。

### 新型コロナウイルスワクチン接種
- 2021年の新型コロナウイルス感染症拡大期には、自身が経営する病院で週末を中心とした公務外の時間に自ら高齢者向けのワクチン接種や問診を行った。 在宅接種の必要性がある高齢者などからの生田本人への打診に対応したもの[13]。
- 2021年4月30日に湖南市内の高齢者施設で新型コロナワクチン接種を行った際に、使用済み注射器を誤って90代女性に刺していた。接種業務は生田邦夫市長の経営する医療機関が委託を受けていたが、市は内規に反し、公表をしないことを生田市長らが決めていた。